# Ионов, Геннадий Владимирович
Геннадий Владимирович Ионов (род. 25 мая 1976, Москва) — российский футболист, игрок в мини-футбол. Более всего известен выступлениями за московские клубы «ГКИ-Газпром» и «Спартак», а также за сборную России по мини-футболу.

## Биография
Геннадий Владимирович Ионов родился 25 мая 1976 года в Москве.
Окончил Московскую государственную академию физической культуры.
В 1996 году играл в футбольной Третьей лиге за «Траско». В мини-футболе дебютировал за челябинский «Феникс», затем играл за московские клубы «Минкас» и ЦСКА. В 1999 году перешёл в другой столичный клуб «ГКИ-Газпром», с которым вскоре выиграл свои первые трофеи: Кубок России в 2000 году и Суперкубок России в 2001 году. В 2002 году перешёл в «Спартак» и выиграл с ним тот же комплект трофеев. Покинув его в 2007 году, провёл по одному сезону в подмосковном клубе «Спартак-Щёлково» и «Липецке».
Сыграл 15 матчей и забил 3 мяча за сборную России по мини-футболу. Входил в состав россиян на чемпионат мира 2000 года, где россияне заняли четвёртое место, а также на чемпионат Европы 2003 года.
В 2012 году играл за МФК «Арбитраж» (Курган).
С 22 ноября 2014 года по 2 сентября 2016 года играл за «Бюллетень Недвижимости» (Санкт-Петербург).
Со 2 сентября 2016 года по 24 февраля 2017 года играл за НП СК «Элекс-Фаворит» (Рязань).
В 2017 году выиграл Чемпионат России по мини-футболу среди образовательных организаций МВД России в составе Санкт-Петербургского Университета МВД России.
В 2017 году — тренер детской школы футбола «Академии спорта».
В 2018 году — тренер команды «Россети» (МОЭСК), занявшей 2-е место на «III-м Кубке Спорт-ТЭК» по мини-футболу среди корпоративных команд компаний топливно-энергетического комплекса.
Играет за команды Любительской футбольной лиги (8×8):
- 2015—2016 год — команда «КПРФ-Д», Западная Лига 8х8 ЛФЛ Москвы
- С 2017 года — команда «Импульс ЮВ», Юго-Восточная Лига ЛФЛ Москвы

## Достижения
- Победитель студенческого чемпионата мира по мини-футболу 2002
- Обладатель Кубка России по мини-футболу (2): 2000, 2002
- Обладатель Суперкубка России по мини-футболу (2): 2001, 2003
- Серебряный призёр чемпионата России по мини футболу
- Бронзовый призёр чемпионата России